# Warenar (eiland)
Warenar is een kunstmatig aangelegd eilandje in het IJmeer ten noordoosten van Muiden.
Eind jaren 60 van de 20e-eeuw werden er in het IJmeer drie kunstmatige eilandjes aangelegd, "De Drost", "Warenar" en "Hooft", die fungeren als zogenaamde luwtedammen. Warenar ligt tussen beide andere eilanden in, ten oosten van De Drost en ten westen van Hooft. Het eiland heeft een lengte van circa 600 meter en een breedte van circa 10 tot 15 meter. De drie eilandjes ontlenen hun naam aan de vroegere drost van Muiden, P.C. Hooft, schrijver van Warenar.